# Comité international de systématique des procaryotes
Le Comité international de systématique des procaryotes (en anglais International Committee on Systematics of Prokaryotes, ICSP) est un comité chargé de la nomenclature bactérienne. Il a succédé au Comité international de bactériologie systématique (International Committee on Systematic Bacteriology, ICSB) en l'an 2000. Ce comité détermine les règles par lesquelles les Procaryotes sont nommés. Sa commission judiciaire a l'autorité sur la taxonomie bactérienne et émet des avis déterminant le nom officiel des bactéries.

## Histoire
Le Comité international de systématique des procaryotes a été fondé en 1930 en France, à Paris, lors du premier congrès international de microbiologie sous le nom de Commission on Nomenclature and Taxonomy. Cette création s'est faite sous les auspices de la Société internationale de microbiologie (International Association of Microbiologists), qui sera connue plus tard sous le nom de International Association of Microbiological Societies (IAMS), qui deviendra en septembre 1980 l'International Union of Microbiological Societies (IUMS).
La Commission on Nomenclature and Taxonomy est renommée Comité international de nomenclature bactériologique (International Committee on Bacteriological Nomenclature, ICBN) en 1966 à Moscou (URSS). Ce nom est changé plus tard[Quand ?] en Comité international de bactériologie systématique (International Committee on Systematic Bacteriology, ICSB) en étant dépendant de la division Bacteriology and Applied Microbiology (BAM) de l'IUMS à partir de septembre 1986.

## Organisation
L'ICSP est composé d'un comité exécutif, de la commission judiciaire et de membres élus parmi les sociétés savantes membres de l'International Union of Microbiological Societies (IUMS), en français l'Union internationale des sociétés de microbiologie.
L'ICSP comporte aussi plusieurs sous-comités spécialisés, chacun régissant les problèmes de taxonomie et de nomenclature de groupes spécifiques de procaryotes. Les membres de ces sous-comités sont des spécialistes des groupes bactériens étudiés.

### Sous-comités
- Aerobic Bacteroidetes[5]
- Aeromonadaceae, Vibrionaceae and Related Organisms[6]
- Bifidobacterium, Lactobacillus and Related Organisms
- Campylobacter and Related Bacteria
- Chlamydiae
- Gram-negative Anaerobic Rods
- Halobacteriaceae
- Halomonadaceae
- Leptospiraceae
- Methanoarchaea
- Micrococcineae Suborder
- Mollicutes
- Pasteurellaceae
- Phototrophic Bacteria
- Pseudonocarineae Suborder
- Rhizobia and Agrobacteria

## Publications
L'ICSP est également impliquée dans la publication du code international de nomenclature des bactéries (International Code of Nomenclature of Bacteria ou code bactériologique) et de la publication du périodique International Journal of Systematic and Evolutionary Microbiology (IJSEM) (précédemment publié sous le nom de International Journal of Systematic Bacteriology, IJSB). L'IUMS a transféré les droits des versions du code « International Code of Nomenclature of Bacteria (to be renamed the International Code of Nomenclature of Prokaryotes) to the ICSP ».